# Ryttere og hold i Post Danmark Rundt 2010
Ryttere og hold i Post Danmark Rundt 2010
| Team Saxo Bank SAX   | Team Saxo Bank SAX   | Team Saxo Bank SAX | Team Saxo Bank SAX | Team Saxo Bank SAX |
| -------------------- | -------------------- | ------------------ | ------------------ | ------------------ |
| Nr.                  | Navn                 |                    |                    |                    |
| 1                    | Jakob Fuglsang       | Danmark            |                    |                    |
| 2                    | Matti Breschel       | Danmark            |                    |                    |
| 3                    | Jens Voigt           | Tyskland           |                    |                    |
| 4                    | Richie Porte         | Australien         |                    |                    |
| 5                    | Alex Rasmussen       | Danmark            |                    |                    |
| 6                    | André Steensen       | Danmark            |                    |                    |
| 7                    | Jonas Aaen Jørgensen | Danmark            |                    |                    |
| 8                    | Michael Mørkøv       | Danmark            |                    |                    |
| Holdleder: Dan Frost |                      |                    |                    |                    |

| Team HTC-Columbia THR | Team HTC-Columbia THR | Team HTC-Columbia THR | Team HTC-Columbia THR | Team HTC-Columbia THR |
| --------------------- | --------------------- | --------------------- | --------------------- | --------------------- |
| Nr.                   | Navn                  |                       |                       |                       |
| 11                    | Lars Bak              | Danmark               |                       |                       |
| 12                    | Rasmus Guldhammer     | Danmark               |                       |                       |
| 13                    | Mark Renshaw          | Australien            |                       |                       |
| 14                    | Matthew Goss          | Australien            |                       |                       |
| 15                    | Patrick Gretsch       | Tyskland              |                       |                       |
| 16                    | Gert Dockx            | Belgien               |                       |                       |
| 17                    | Hayden Roulston       | New Zealand           |                       |                       |
| 18                    | Jan Ghyselinck        | Belgien               |                       |                       |
| Holdleder: Brian Holm |                       |                       |                       |                       |

| Garmin-Transitions GRM  | Garmin-Transitions GRM | Garmin-Transitions GRM | Garmin-Transitions GRM | Garmin-Transitions GRM |
| ----------------------- | ---------------------- | ---------------------- | ---------------------- | ---------------------- |
| Nr.                     | Navn                   |                        |                        |                        |
| 21                      | Tyler Farrar           | USA                    |                        |                        |
| 22                      | Jack Bobridge          | Australien             |                        |                        |
| 23                      | Steven Cozza           | USA                    |                        |                        |
| 24                      | Svein Tuft             | Canada                 |                        |                        |
| 25                      | Michel Kreder          | Holland                |                        |                        |
| 26                      | Ricardo van der Velde  | Holland                |                        |                        |
| 27                      | Danny Pate             | USA                    |                        |                        |
| 28                      | Travis Meyer           | Australien             |                        |                        |
| Holdleder: Johnny Weltz |                        |                        |                        |                        |

| Team RadioShack RSH   | Team RadioShack RSH | Team RadioShack RSH | Team RadioShack RSH | Team RadioShack RSH |
| --------------------- | ------------------- | ------------------- | ------------------- | ------------------- |
| Nr.                   | Navn                |                     |                     |                     |
| 31                    | Taylor Phinney      | USA                 |                     |                     |
| 32                    | Jason McCartney     | USA                 |                     |                     |
| 33                    | Sam Bewley          | New Zealand         |                     |                     |
| 34                    | Matthew Busche      | USA                 |                     |                     |
| 35                    | Geoffroy Lequatre   | Frankrig            |                     |                     |
| 36                    | Jesse Sergent       | New Zealand         |                     |                     |
| 37                    | Gert Steegmans      | Belgien             |                     |                     |
| 38                    | Clinton Avery       | New Zealand         |                     |                     |
| Holdleder: Dirk Demol |                     |                     |                     |                     |

| Cervélo TestTeam CTT            | Cervélo TestTeam CTT | Cervélo TestTeam CTT | Cervélo TestTeam CTT | Cervélo TestTeam CTT |
| ------------------------------- | -------------------- | -------------------- | -------------------- | -------------------- |
| Nr.                             | Navn                 |                      |                      |                      |
| 41                              | Roger Hammond        | Storbritannien       |                      |                      |
| 42                              | Alexander Wetterhall | Sverige              |                      |                      |
| 43                              | Theo Bos             | Holland              |                      |                      |
| 44                              | Íñigo Cuesta         | Spanien              |                      |                      |
| 45                              | Xavier Florencio     | Spanien              |                      |                      |
| 46                              | Jeremy Hunt          | Storbritannien       |                      |                      |
| 47                              | Andreas Klier        | Tyskland             |                      |                      |
| 48                              | Oscar Pujol          | Spanien              |                      |                      |
| Holdleder: Jean-Paul Van Poppel |                      |                      |                      |                      |

| Vacansoleil VAC              | Vacansoleil VAC  | Vacansoleil VAC | Vacansoleil VAC | Vacansoleil VAC |
| ---------------------------- | ---------------- | --------------- | --------------- | --------------- |
| Nr.                          | Navn             |                 |                 |                 |
| 51                           | Martin Mortensen | Danmark         |                 |                 |
| 52                           | Gorik Gardeyn    | Belgien         |                 |                 |
| 53                           | Pim Ligthart     | Holland         |                 |                 |
| 54                           | Jens Mouris      | Holland         |                 |                 |
| 55                           | Bobbie Traksel   | Holland         |                 |                 |
| 56                           | Arnoud van Groen | Holland         |                 |                 |
| 57                           | Joost van Leijen | Holland         |                 |                 |
| 58                           | Lieuwe Westra    | Holland         |                 |                 |
| Holdleder: Michel Cornelisse |                  |                 |                 |                 |

| ISD-NERI ISD              | ISD-NERI ISD       | ISD-NERI ISD | ISD-NERI ISD | ISD-NERI ISD |
| ------------------------- | ------------------ | ------------ | ------------ | ------------ |
| Nr.                       | Navn               |              |              |              |
| 61                        | Andrea Guardini    | Italien      |              |              |
| 62                        | Elia Favilli       | Italien      |              |              |
| 63                        | Leonardo Scarselli | Italien      |              |              |
| 64                        | Gianluca Mirenda   | Italien      |              |              |
| 65                        | Maksim Belkov      | Rusland      |              |              |
| 66                        | Pierpaolo De Negri | Italien      |              |              |
| 67                        | Salvatore Mancuso  | Italien      |              |              |
| 68                        | Francesco Tomei    | Italien      |              |              |
| Holdleder: Luca Amoriello |                    |              |              |              |

| Skil-Shimano SKS         | Skil-Shimano SKS | Skil-Shimano SKS | Skil-Shimano SKS | Skil-Shimano SKS |
| ------------------------ | ---------------- | ---------------- | ---------------- | ---------------- |
| Nr.                      | Navn             |                  |                  |                  |
| 71                       | Kenny van Hummel | Holland          |                  |                  |
| 72                       | Piet Rooijakkers | Holland          |                  |                  |
| 73                       | Bert De Backer   | Belgien          |                  |                  |
| 74                       | David Deroo      | Frankrig         |                  |                  |
| 75                       | Mitchell Docker  | Australien       |                  |                  |
| 76                       | Albert Timmer    | Holland          |                  |                  |
| 77                       | Frederik Wilmann | Norge            |                  |                  |
| 78                       | Robin Chaigneau  | Holland          |                  |                  |
| Holdleder: Merijn Zeeman |                  |                  |                  |                  |

| Topsport Vlaanderen-Mercator TSV | Topsport Vlaanderen-Mercator TSV | Topsport Vlaanderen-Mercator TSV | Topsport Vlaanderen-Mercator TSV | Topsport Vlaanderen-Mercator TSV |
| -------------------------------- | -------------------------------- | -------------------------------- | -------------------------------- | -------------------------------- |
| Nr.                              | Navn                             |                                  |                                  |                                  |
| 81                               | Kris Boeckmans                   | Belgien                          |                                  |                                  |
| 82                               | Thomas De Gendt                  | Belgien                          |                                  |                                  |
| 83                               | Johan Coenen                     | Belgien                          |                                  |                                  |
| 84                               | Geert Steurs                     | Belgien                          |                                  |                                  |
| 85                               | Steven Van Vooren                | Belgien                          |                                  |                                  |
| 86                               | Pieter Vanspeybrouck             | Belgien                          |                                  |                                  |
| 87                               | Michael Van Staeyen              | Belgien                          |                                  |                                  |
| 88                               | Sep Vanmarcke                    | Belgien                          |                                  |                                  |
| Holdleder: Walter Planckaert     |                                  |                                  |                                  |                                  |

| Colnago-CSF Inox CSF         | Colnago-CSF Inox CSF | Colnago-CSF Inox CSF | Colnago-CSF Inox CSF | Colnago-CSF Inox CSF |
| ---------------------------- | -------------------- | -------------------- | -------------------- | -------------------- |
| Nr.                          | Navn                 |                      |                      |                      |
| 91                           | Sacha Modolo         | Italien              |                      |                      |
| 92                           | Alan Marangoni       | Italien              |                      |                      |
| 93                           | Marcello Pavarin     | Italien              |                      |                      |
| 94                           | Filippo Savini       | Italien              |                      |                      |
| 95                           | Marco Frapporti      | Italien              |                      |                      |
| 96                           | Manuel Belletti      | Italien              |                      |                      |
| 97                           | Alberto Contoli      | Italien              |                      |                      |
| 98                           | Federico Canuti      | Italien              |                      |                      |
| Holdleder: Roberto Reverberi |                      |                      |                      |                      |

| Glud & Marstrand-LRØ Rådgivning GLU | Glud & Marstrand-LRØ Rådgivning GLU | Glud & Marstrand-LRØ Rådgivning GLU | Glud & Marstrand-LRØ Rådgivning GLU | Glud & Marstrand-LRØ Rådgivning GLU |
| ----------------------------------- | ----------------------------------- | ----------------------------------- | ----------------------------------- | ----------------------------------- |
| Nr.                                 | Navn                                |                                     |                                     |                                     |
| 101                                 | Jacob Nielsen                       | Danmark                             |                                     |                                     |
| 102                                 | Troels Vinther                      | Danmark                             |                                     |                                     |
| 103                                 | Christopher Juul-Jensen             | Danmark                             |                                     |                                     |
| 104                                 | Michael Tronborg                    | Danmark                             |                                     |                                     |
| 105                                 | Mads Christensen                    | Danmark                             |                                     |                                     |
| 106                                 | Michael Berling                     | Danmark                             |                                     |                                     |
| 107                                 | Kasper Linde                        | Danmark                             |                                     |                                     |
| 108                                 | Niki Østergaard                     | Danmark                             |                                     |                                     |
| Holdleder: Michael Skelde           |                                     |                                     |                                     |                                     |

| Team Designa Køkken - Blue Water TDK | Team Designa Køkken - Blue Water TDK | Team Designa Køkken - Blue Water TDK | Team Designa Køkken - Blue Water TDK | Team Designa Køkken - Blue Water TDK |
| ------------------------------------ | ------------------------------------ | ------------------------------------ | ------------------------------------ | ------------------------------------ |
| Nr.                                  | Navn                                 |                                      |                                      |                                      |
| 111                                  | René Jørgensen                       | Danmark                              |                                      |                                      |
| 112                                  | Michael Reihs                        | Danmark                              |                                      |                                      |
| 113                                  | Sergej Firsanov                      | Rusland                              |                                      |                                      |
| 114                                  | Niki Byrgesen                        | Danmark                              |                                      |                                      |
| 115                                  | Jimmi Sørensen                       | Danmark                              |                                      |                                      |
| 116                                  | Jens-Erik Madsen                     | Danmark                              |                                      |                                      |
| 117                                  | Kasper Jebjerg                       | Danmark                              |                                      |                                      |
| 118                                  | Mathias Lisson                       | Danmark                              |                                      |                                      |
| Holdleder: Michael Blaudzun          |                                      |                                      |                                      |                                      |

| Team Concordia Forsikring-Himmerland VPC | Team Concordia Forsikring-Himmerland VPC | Team Concordia Forsikring-Himmerland VPC | Team Concordia Forsikring-Himmerland VPC | Team Concordia Forsikring-Himmerland VPC |
| ---------------------------------------- | ---------------------------------------- | ---------------------------------------- | ---------------------------------------- | ---------------------------------------- |
| Nr.                                      | Navn                                     |                                          |                                          |                                          |
| 121                                      | Daniel Holm Foder                        | Danmark                                  |                                          |                                          |
| 122                                      | Nikola Aistrup                           | Danmark                                  |                                          |                                          |
| 123                                      | Kristian Sobota                          | Danmark                                  |                                          |                                          |
| 124                                      | Sebastian Lander                         | Danmark                                  |                                          |                                          |
| 125                                      | Philip Nielsen                           | Danmark                                  |                                          |                                          |
| 126                                      | Nikolaj Olesen                           | Danmark                                  |                                          |                                          |
| 127                                      | Thomas Riber-Sellebjerg                  | Danmark                                  |                                          |                                          |
| 128                                      | Kasper Larson Schjønnemann               | Danmark                                  |                                          |                                          |
| Holdleder: Jørgen Marcussen              |                                          |                                          |                                          |                                          |

| Team Energi Fyn TEF      | Team Energi Fyn TEF      | Team Energi Fyn TEF | Team Energi Fyn TEF | Team Energi Fyn TEF |
| ------------------------ | ------------------------ | ------------------- | ------------------- | ------------------- |
| Nr.                      | Navn                     |                     |                     |                     |
| 131                      | Christian Ranneries      | Danmark             |                     |                     |
| 132                      | Thomas Guldhammer        | Danmark             |                     |                     |
| 133                      | Mads Meyer               | Danmark             |                     |                     |
| 134                      | Kristian Haugaard Jensen | Danmark             |                     |                     |
| 135                      | Søren Pugdahl Pedersen   | Danmark             |                     |                     |
| 136                      | Andreas Frisch           | Danmark             |                     |                     |
| 137                      | Rasmus Fjordside Lehmann | Danmark             |                     |                     |
| 138                      | Jakob Bering             | Danmark             |                     |                     |
| Holdleder: Anders Fialla |                          |                     |                     |                     |

| Team Post Danmark DEN | Team Post Danmark DEN   | Team Post Danmark DEN | Team Post Danmark DEN | Team Post Danmark DEN |
| --------------------- | ----------------------- | --------------------- | --------------------- | --------------------- |
| Nr.                   | Navn                    |                       |                       |                       |
| 141                   | Brian Vandborg          | Danmark               |                       |                       |
| 142                   | Jesper Mørkøv           | Danmark               |                       |                       |
| 143                   | Mikkel Mortensen        | Danmark               |                       |                       |
| 144                   | Pelle Clapp             | Danmark               |                       |                       |
| 145                   | Morten Øllegaard        | Danmark               |                       |                       |
| 146                   | Nicki Rasmussen         | Danmark               |                       |                       |
| 147                   | Marc Hester             | Danmark               |                       |                       |
| 148                   | Michael Ellermann Jæger | Danmark               |                       |                       |
| Holdleder: Lars Bonde |                         |                       |                       |                       |